# Agrotis golignosa
Agrotis golignosa är en fjärilsart som beskrevs av Emilio Berio 1936. Agrotis golignosa ingår i släktet Agrotis och familjen nattflyn. Inga underarter finns listade i Catalogue of Life.